# XMLHttpRequest
XMLHttpRequest är ett API som används av bland andra JavaScript och andra skriptspråk i webbläsare för att överföra XML och annan textbaserad information mellan en klient och en server med hjälp av kommunikationsprotokollet HTTP. Anropen kan utföras såväl synkront som asynkront, där den senare varianten är vanligast eftersom användargränssnittets svarstid blir kortare.
Informationen som anropen skickar tillbaka kan vara av varierande format, oftast hämtad ur databaser. Utöver XML kan även andra format användas, som till exempel HTML, JSON eller ren text. 
XMLHttpRequest används vanligtvis i applikationer och gränssnitt som använder sig av tekniken AJAX.